# Завод метанолу в Мотунуї
Завод метанолу в Мотунуї — виробничий майданчик на західному узбережжі Північного острова Нової Зеландії. Один з небагатьох заводів у світі, що призначався для виробництва рідкого палива з природного газу.
У першій половині 1980-х на тлі високих цін на нафту в Новій Зеландії вирішили підвищити рівень самозабезпечення країни виробництвом синтетичного пального. Відповідний виробничий майданчик вирішили розмістити на узбережжі Тасманового моря за чотири кілометри на схід від устя річки Вайтара — у регіоні, де була сконцентрована газовидобувна промисловість країни, що мала забезпечувати сировину для синтезу кінцевого продукту. Технологія заводу передбачала виробництво метанолу, з якого на другому етапі синтезували бензин. Такий процес дозволяв забезпечити проєкту достатню маневровість на випадок, якщо потреба в синтетичному пальному відпаде, оскільки в такому випадку було можливо й далі комерціалізувати метанол.
Діяльність майданчику почалась в 1984-му, а випуск пального стартував у 1986-му. Завод мав дві лінії метанолу потужність по 2600 тонн на добу (1,8 млн тонн на рік), а також установку синтезу бензину, що мала 5 виробничих ліній сукупною потужністю 2200 тонн на добу та на той час могла покривати 30 % потреб країни у рідкому паливі. Втім, на момент запуску ціни на нафту вже сильно упали, а тому дедалі більші обсяги метанолу призначались для продажу — для цього з 1989-го частину метанолу могли відправляти на сусідній завод у Вайтара, який здійснював дистиляцію продукту з доведенням його до категорії chemical grade. У підсумку в 1997 (за іншими даними — 1999) синтез пального призупинили, а в 2008-му відповідну установку віддали під демонтаж.
Первісно проєктом опікувалась компанія New Zealand Synthetic Fuels Corporation. В 1994-му новим власником заводу стала канадська Methanex, що спершу діяла через Methanex Motunui Ltd, а з 2015-го через Methanex New Zealand Ltd. При цьому в 1994 та 1995 роках майданчик у Мотунуї також отримав дві вежі дистиляції, що давало можливість випускати метанол високої чистоти (chemical grade). Втім, це не відміняло інтеграції з заводом у Вайтара — майданчики тепер сполучали два метанолопроводи діаметром по 150 мм, один з яких призначався для метанолу-сирця, а другий для очищеного продукту (таким чином, система стала бідирекціональною).
Сировину для виробничого процесу майданчик отримує по газопроводах Мауї та Капуні – Мотунуї/Вайтара. Для видачі готової продукції призначена продуктопровідна система Мотнуї/Вайтара – Таранакі. Крім того, певні обсяги метанолу може споживати розташоване неподалік від Мотнуї в Корбетт-Роад виробництво адгезивної гуми компанії AICA New Zealand, яке під'єднане окремим трубопроводом.
Воду для технологічних потреб забирають із річки Вайтара, а скид каналізаційних вод відбувається по трубопроводу, що виходить на 1,25 км в Тасманове море.
До 2004-го майданчик діяв практично на повній потужності, після чого на тлі зниження видобутку газу його законсервували. В 2008-му вдалось відновити роботу однієї, а в 2012-му і другої лінії.
У 2024-му на тлі чергового етапу сировинної кризи оголосили про наміри вивести з експлуатації одну лінію.